# Parfum éternel, dimanche dernier
Parfum éternel ( persan : یکشنبه آخر    , "Dimanche dernier") est un livre écrit par Masoumeh Ramhormozi sur la guerre Iran-Irak (1980-1988). Masoumeh, qui avait 14 ans à l'époque, était travailleur social dans un hôpital de campagne pendant la guerre. La traduction anglaise de The Last Sunday, intitulée Eternal Fragrance, a été lancée à la 66e Foire du livre de Francfort. Ce livre traite de certains des rôles des femmes iraniennes qui ont participé à la guerre Iran-Irak. parfum éternel (Eternal Fragrance) a été classé deuxième livre du 9e prix Sacred Defense Book of the Year. 
Selon des critiques, dimanche dernier (parfm éternel) est le mémoire le plus efficace de la guerre Iran-Irak. Il s'agit de l'un des premiers ouvrages publiés sur le rôle des femmes iraniennes au cours de cette période, qui a ouvert la voie à la publication d'ouvrages similaires. Le livre original a été traduit en anglais par Farahnaz Omidvar.

## Contexte
Masoumeh Ramhormozi, originaire du sud de l'Iran, avait 14 ans en 1980 lorsque la guerre Iran-Irak a éclaté. Elle a été élevée dans une famille religieuse qui était active pendant et après la révolution iranienne. elle était travailleur social dans un hôpital de campagne. Ses frères ont été tués pendant la guerre et elle a dit que ce moment était le plus dur de la guerre pour elle. elle avait un cahier qui écrivait ses mémoires pour sa propre tranquillité d'esprit et les déchirait parfois. 

## Récit
parfum éternel concerne principalement les souvenirs de Masoumeh Ramhormozi, une combattante dont le père et les frères ont été tués pendant la guerre Iran-Irak. Au début du livre, elle déclare: "J'ai écrit tous les jours un événement majeur dans un cahier pour la paix de mon cœur et j'ai parfois déchiré mon manuscrit". Elle a gardé les notes et les a utilisées pour écrire ses mémoires et a dit: «J'écris [mes] propres souvenirs aujourd'hui pour lire avec d'autres personnes, pas pour mon cœur». Ce livre comprend 12 chapitres, une galerie de photos et des documents sur les événements majeurs de la guerre Iran-Irak[réf. nécessaire].   

## Publication
Le livre a été publié pour la première fois en persan sous le titre The Last Sunday par Sureye Mehr Publication Company en 2003. Le livre original a été traduit en anglais par Farahnaz Omidvar, et la traduction anglaise a ensuite été envoyée en Angleterre pour révision. La version anglaise, intitulée Eternal Fragrance, a été lancée à la 66e Foire du livre de Francfort. 